# Kazimierz Zimny
Kazimierz Zimny   (Tczew, 4 de juny de 1935 - 30 de juny de 2022) és un atleta polonès ja retirat, especialista en curses de mig i llarg fons, que va competir durant les dècades de 1950 i 1960.
El 1956 va prendre part en els Jocs Olímpics d'Estiu de Melbourne, on quedà eliminat en sèries en els 5.000 metres del programa d'atletisme. Quatre anys més tard, als Jocs de Roma, disputà dues proves del programa d'atletisme. En els 5.000 metres guanyà la medalla de bronze, mentre en els 10.000 metres abandonà.
En el seu palmarès també destaquen dues medalles de plata en la cursa dels 5.000 metres al Campionat d'Europa d'atletisme, el 1958, rere el seu compatriota Zdzisław Krzyszkowiak, i el 1962, rere el britànic Bruce Tulloh. Va ser campió nacional dels 1.500 metres el 1956, dels 5.000 metres el 1960, 1965 i 1966 i de camp a través el 1964, 1966 i 1967. Va batre diversos rècords nacionals.
Posteriorment fou entrenador i activista esportiu i sindical, membre de Solidarność. El 2015 fou declarat fill honorífic de Tczew.

## Millors marques
- 800 metres. 1'52.0" (1961)
- 1.500 metres. 3'44.7" (1961)
- 3.000 metres. 7'54.6" (1961)
- 5.000 metres. 13'44.4" (1959)
- 10.000 metres. 28'46.0" (1965)[1][5]